# Ambasada Zakonu Maltańskiego przy Stolicy Apostolskiej
Ambasada Zakonu Maltańskiego przy Stolicy Apostolskiej – misja dyplomatyczna Suwerennego Rycerskiego Zakonu Szpitalników Świętego Jana, z Jerozolimy, z Rodos i z Malty przy Stolicy Apostolskiej. Ambasada mieści się w Rzymie, w Palazzo Orsini.